# 국제 공개어
국제 공개어는 세계 지적 재산권 기구의 국제 특허 협력 조약에서 국제 특허출원 공개에 사용되는 언어이다.

## 국제공개어 목록
- 독일어
- 프랑스어
- 러시아어
- 스페인어
- 아랍어
- 영어
- 일본어
- 중국어
- 포르투갈어
- 한국어